# Ondavafő
Ondavafő (1899-ig Ondavka, szlovákul: Ondavka, ukránul: Ondavka) község Szlovákiában, az Eperjesi kerület Bártfai járásában.

## Fekvése
Bártfától 19 km-re északkeletre, a lengyel határ mellett, az Ondava forrásvidékén fekszik.

## Története
1618-ban említik először, a makovicai uradalom része volt.
A 18. század végén Vályi András így ír róla: „ONDAVKA. Orosz falu Sáros Várm. földes Ura G. Szirmay Uraság, lakosai ó hitűek, fekszik Zboróhoz 1 mértföldnyire, legelője, és fája van, de határja sovány.”
Fényes Elek 1851-ben kiadott geográfiai szótárában így ír a faluról: „Ondavka, orosz falu, Sáros vmegyében, a makoviczi uradal., Zboro fil., 2 romai, 183 g. kath., 5 zsidó lak.”
A trianoni diktátum előtt Sáros vármegye Bártfai járásához tartozott.

## Népessége
| Év:            | 1994. | 2004.    | 2014.    | 2024.    |
| -------------- | ----- | -------- | -------- | -------- |
| Emberek száma: | 42    | 33       | 18       | 10       |
| Eltérés:       |       | -21,42 % | -45,45 % | -44,44 % |

| Év:            | 2023. | 2024.   |
| -------------- | ----- | ------- |
| Emberek száma: | 11    | 10      |
| Eltérés:       |       | -9,09 % |

1910-ben 137, túlnyomórészt ruszin lakosa volt.
2001-ben 37 lakosából 18 ruszin, 10 szlovák és 9 ukrán volt.
2011-ben 22 lakosából 11 ruszin és 9 szlovák.

## Nevezetességei
- Görögkatolikus temploma 1881-ben épült.